# شابيتشي (فليكا كلادوشا)
شابيتشي (السيريلية : Шабићи) هي قرية في البوسنة والهرسك. وهي تقع في بلدية فليكا كلادوشا التابعة لكانتون يونا-سانا في اتحاد البوسنة والهرسك. طبقا لنتائج التعداد السكاني للبوسنة عام 2013، فقد كان عدد سكانها 996 نسمة.
فيها مسجد يحتوي على 70 من اللوحات العثمانية المدرجة على قائمة الآثار الوطنية للبوسنة والهرسك.

## التركيبة السكانية

### التطور التاريخي للسكان
| 1961 | 1971 | 1981 | 1991 | 2013 |
| ---- | ---- | ---- | ---- | ---- |
| 559  | 692  | 1087 | 1234 | 996  |

## وصلات خارجية
- (بالإنجليزية) Maplandia